# Henry Zwanck
Henry Wilhelm Ernst Zwanck (* 27. Dezember 1905 in Hamburg; † 8. April 1987 ebenda) leitete nach dem Zweiten Weltkrieg mehr als 25 Jahre lang die Hamburger Wohnungsbaugesellschaft SAGA. Zudem galt er in der Betriebswirtschaft und der Kostenrechnung der gemeinnützigen Wohnungswirtschaft als Experte.

## Herkunft, Studium und Berufstätigkeit bis 1945
Henry Zwanck, im Familienkreis auch Heiner gerufen, wuchs als Sohn eines Hochbahn-Kontrolleurs auf. Von 1928 bis 1932 studierte er Wirtschaftswissenschaften, zunächst an der Handelshochschule Berlin, dann an der Handelshochschule Königsberg und schließlich an der Universität Hamburg. Er erwarb einen Abschluss als Diplom-Handelslehrer.
Nach Ende des Studiums begann Zwanck eine Tätigkeit in der Buchhaltung eines Verkehrsunternehmens. Anschließend arbeitete er als Handelslehrer an der Groneschen Handels- und Sprachschule. Beim Verband Norddeutscher Wohnungsunternehmen (VNW) trat er am 1. Dezember 1935 eine Stelle in der Abteilung für Revision an. Leiter dieser Abteilung wurde er 1938. Zwei Jahre später bestellte ihn der Verband zum Wirtschaftsprüfer.
Während des Zweiten Weltkrieges wurde Zwanck zum 1. April 1943 zur Luftanlagen GmbH (Sitz in Berlin) abgeordnet. Für dieses Unternehmen, eine Tochtergesellschaft der Bank der Deutschen Luftfahrt, wurde er nach eigenen Angaben unter anderem im vom Deutschen Reich beherrschten Protektorat Böhmen und Mähren und Polen tätig.
Einen Antrag auf Mitgliedschaft in der NSDAP stellte Zwanck 1938. Dieser wurde rückwirkend zum 1. Mai 1937 bewilligt. Zudem wurde er 1937 Mitglied in der Deutschen Arbeitsfront, der Nationalsozialistischen Volkswohlfahrt (1938) und dem Nationalsozialistischen Rechtswahrerbund (1940). In der Partei und den NS-Verbänden übte er keine Funktionen aus.
Nach Kriegsende dauerte sein Entnazifizierungsverfahren bis 1948, im Oktober jenes Jahres wurde er als Entlasteter eingestuft.

## Leitung der SAGA
Obgleich Zwanck damals noch als Mitläufer galt, störte sich die britische Besatzungsmacht daran nicht, sondern folgte der Empfehlung von Erich Klabunde, damals VNW-Geschäftsführer und später Vorsitzender der SPD-Fraktion in der Hamburgischen Bürgerschaft, sowie des damaligen VNW-Direktors Walter Völschau, die sich für Zwanck ausgesprochen hatten, als der Leitungsposten der SAGA nach Kriegsende neu zu besetzen war. Dieser trat seine Stelle am 1. Oktober 1945 an, begann dort aber bereits 14 Tage vorher, um sich einzuarbeiten. „Mit Zwanck hatte man einen profilierten Interessenvertreter der Unternehmensbelange gefunden.“ Zur damaligen Zeit wohnte er als „Ausgebombter“ mit seiner Familie in der Baracke einer früheren Flakstellung in Rellingen.
Zwanck führte das Unternehmen bis zu seinem Ausscheiden am 31. Dezember 1973 fast durchgängig als Alleinvorstand. Nur die letzten eineinhalb Jahre traten weitere Vorstände hinzu, was mit der unmittelbar bevorstehenden und dann im Sommer 1972 auch realisierten Fusion mit drei weiteren Hamburger Wohnungsbaugesellschaften zusammenhing.
Zwanck leitete das Unternehmen in der unmittelbaren Nachkriegszeit und in den Boomjahren des Wiederaufbaus. Schon beim Bau der Grindelhochhäuser (ab Juli 1946) gelang es ihm, dass sich die SAGA gegenüber den in Hamburg ebenfalls ansässigen Wohnungsbaugesellschaften durchsetzte und den Auftrag bekam.
Unter seiner Regie vergrößerten sich der Personal- und der Wohnungsbestand der SAGA deutlich: 1948, im Jahr der Währungsreform, waren 93 Personen beschäftigt; 1972 waren es 279. Die Zahl der eigenen Wohnungen und weiteren Objekte – in der Regel Läden und Garagen – konnte das Unternehmen im selben Zeitraum von 5.562 auf 29.873 erweitern. Das Eigenkapital der SAGA verfünffachte sich in der Zeit von der Währungsreform bis Ende 1971 von 13,6 auf 71,4 Mio. DM.
Die frühen 1970er Jahre, die letzten Jahre seiner Amtszeit, waren zudem geprägt von der Fusion vier großer Hamburger Wohnungsbauunternehmen. Zwanck war mit dieser Zäsur einverstanden, denn die anderen drei Gesellschaften waren alle kleiner und übertrugen ihr Vermögen auf die SAGA. Sie stieg mit diesem Zusammenschluss zur größten kommunalen Wohnungsbaugesellschaft der Bundesrepublik auf und verfügte über 85.500 Wohnungen.

## Rezeption und Ehrung
Kurz vor seinem 60. Geburtstag porträtierte ihn das Hamburger Abendblatt am 15. Dezember 1965 in seiner Titelseiten-Rubrik Menschlich gesehen.
Zwanck galt in seinem beruflichen Wirken als nüchtern und zielstrebig. Öffentliche Auftritte vor Publikum mied er. Er trat allerdings mit Fachbüchern zur Wohnungswirtschaft hervor. Zu Zwancks 25-jährigem Dienstjubiläum am 15. Oktober 1970 meinte Bausenator Cäsar Meister in seiner Rede deshalb, Zwanck habe bei „manchem Kollegen den Ruf eines ‚Papstes‘ der Betriebswirtschaft und der Kostenrechnung in der gemeinnützigen Wohnungswirtschaft“.
Aufgrund seiner besonderen Verdienste um die gemeinnützige Wohnungswirtschaft ehrte ihn der Gesamtverband Gemeinnütziger Wohnungsunternehmen am 16. November 1973 mit der Victor-Aime-Huber-Plakette.
Der Historiker Ralf Lange befasste sich in der 2022 von der SAGA publizierten Jubiläumsschrift  SAGA. 100 Jahre Wohnen in Hamburg unter anderem mit der SAGA in den Wiederaufbaujahren. Das entsprechende Kapitel nennt er im Untertitel Die Ära Zwanck und attestiert dem Manager einen großen Anteil am Wachstum der Wohnungsbaugesellschaft. Nach Max Brauer und Gustav Oelsner sei er in den ersten fünf Jahrzehnten die dritte prägende Gestalt der SAGA gewesen.

## Privates
Gemäß der Traueranzeige der Angehörigen vom 11. April 1987 war Henry Zwanck verheiratet und hinterließ zwei Töchter.

## Werke
- Gemeinsam mit Luzian Sarkowski: Kommentar zum Kontenrahmen der Wohnungswirtschaft, Hammonia-Verlag, Hamburg 1978.
- Betriebskosten und Betriebskostenvergleich. Ergebnisse eines großen Wohnungsunternehmens. In: GW. Gemeinnütziges Wohnungswesen (Organ des Gesamtverbandes Gemeinnütziger Wohnungsunternehmen), Band 24 (1971), S. 172–180.
- Die elektronische Datenverarbeitung bei anderen Teilen des Rechnungswesens. In: Gesamtverband Gemeinnütziger Wohnungsunternehmen (Hrsg.): Allgemeiner Deutscher Bauvereinstag. Hannover 1967. 12. und 13. Oktober. Germeinnützige Wohnungsunternehmen im Wettbewerb. Hammonia-Verlag, Hamburg 1967, S. 177–184.
- Möglichkeiten der Finanzierung der gemeinnützigen Wohnungsunternehmen. In: Gesamtverband Gemeinnütziger Wohnungsunternehmen (Hrsg.): Allgemeiner Deutscher Bauvereinstag. Stuttgart 1964. 15. und 16. Oktober. Die unternehmerische Wohnungsversorgung. Hammonia-Verlag, Hamburg 1965, S. 105–111.
- Das Rechnungswesen der Wohnungswirtschaft. Band 2: Der Kontenrahmen. Hammonia-Verlag, Hamburg 1954 (Zweite Auflage: 1965).
- Der Kontenrahmen der Wohnungswirtschaft. Hübener-Verlag, Wilhelmshaven 1950.